# Maus
Maus é um graphic novel do cartunista norte-americano Art Spiegelman, serializado de 1980 a 1991. O quadrinho retrata Spiegelman entrevistando seu pai acerca das experiências deste enquanto um judeu polonês e sobrevivente do Holocausto. A obra utiliza técnicas pós-modernistas e representa judeus como ratos, alemães como gatos, e poloneses como porcos. Críticos classificaram Maus como livro de memórias, biografia, história, ficção, autobiografia e uma mistura de gêneros. Em 1992, tornou-se o primeiro graphic novel a ganhar o prêmio Pulitzer.
No presente narrativo da história, que se inicia em 1978, na cidade de Nova Iorque, Spiegelman conversa com seu pai, Vladek, sobre as experiências deste acerca do Holocausto, recolhendo material para o projeto Maus que esta preparando. No passado narrativo, Spiegelman retrata estas experiências, desde os anos que culminaram na Segunda Guerra Mundial até a liberação de seus pais dos campos de concentração nazistas. Boa parte da história gira em torno da relação difícil entre Spiegelman e seu pai, e a ausência de sua mãe, Anja, que se suicidou quando o autor tinha vinte anos. Tomado pelo pesar, Vladek destruiu os relatos escritos de Anja sobre Auschwitz. O livro usa um estilo minimalista de desenho e inova no ritmo, na estrutura e nos layouts de página.
Um quadrinho de três páginas, também chamado "Maus", feito em 1972, deu a Spiegelman a oportunidade de entrevistar seu pai sobre a vida deste durante a Segunda Guerra Mundial. As gravações das entrevistas tornaram-se o ponto de partida do graphic novel, que Spiegelman iniciou em 1978. Maus foi serializado de 1980 até 1991 em RAW, uma revista de quadrinhos de vanguarda publicada por Spiegelman e sua esposa, Françoise Mouly, que também aparece em Maus. Em 1986, uma coletânea dos primeiros seis capítulos chamou a atenção da grande mídia; em 1991, um segundo volume reuniu os capítulos restantes. Maus é um dos primeiros graphic novels a receber atenção acadêmica significativa no mundo anglófono.

## Sinopse

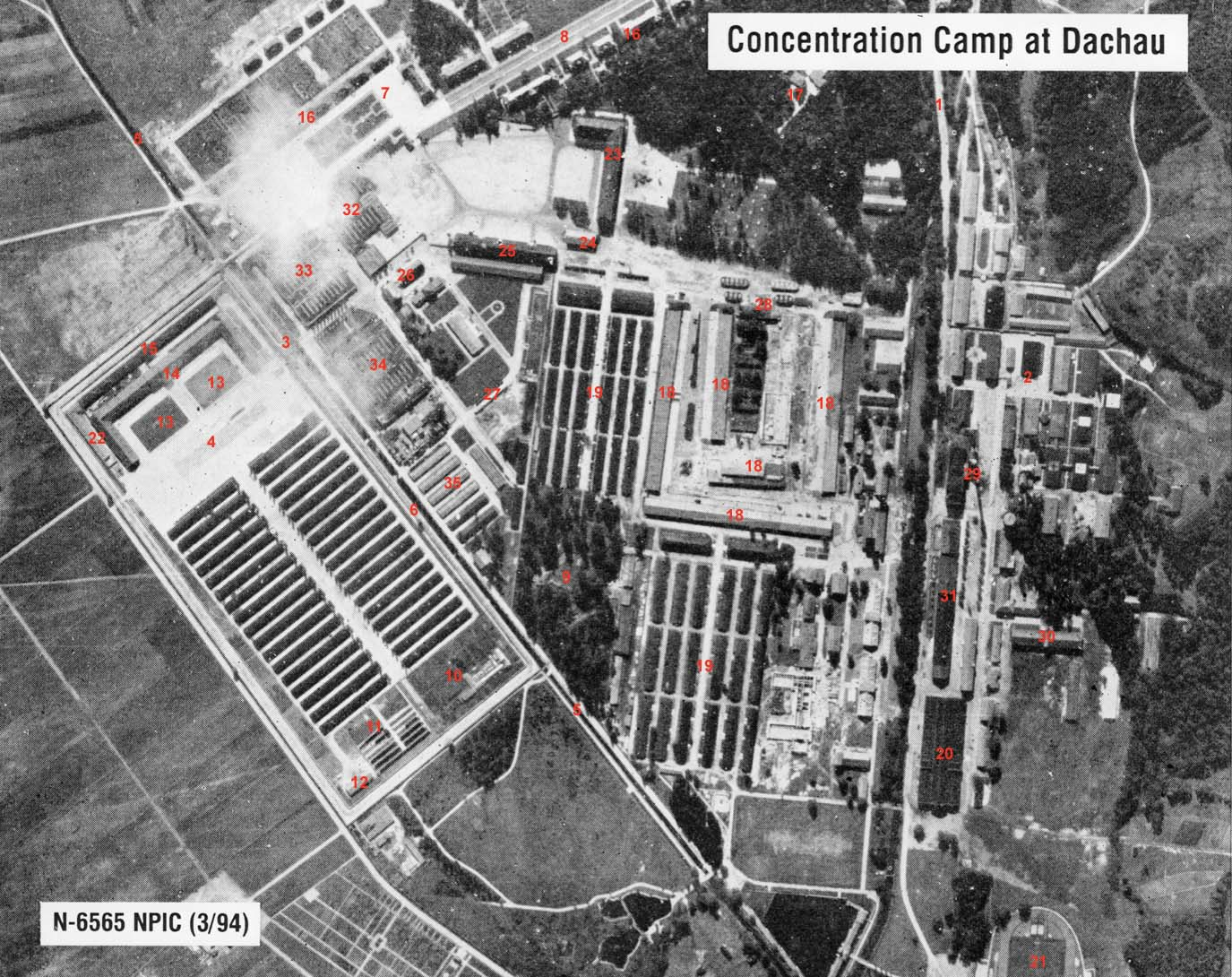
Campo de concentração de Dachau, onde o pai de Art Spiegelman ficou preso.

A maior parte do livro se alterna entre duas épocas. Na narrativa moldura do presente narrativo, Spiegelman entrevista seu pai, Vladek, em Rego Park, na cidade de Nova Iorque em 1978–79. A história que Vladek conta desenrola-se no passado narrativo, que começa no meio dos anos 1930 e continua até o fim do Holocausto em 1945.
Em Rego Park em 1958, um jovem Art Spiegelman reclama a seu pai que seus amigos deixaram-no para trás. Seu pai responde em broken english, "Amigos? Seus amigos? Se você os trancar num quarto sem comida por uma semana, aí você verá o que são amigos!"
Já adulto, Art visita seu pai, de quem se distanciou. Desde o suicídio em 1968 de Anja, mãe de Art, Vladek casou-se novamente com uma mulher chamada Mala. Art pede a Vladek que relate novamente seus experiências do Holocausto. Vladek conta-lhe de seu tempo na cidade polonesa de Częstochowa e de como ele veio a se casar com Anja, entrar em sua família abastada e mudar-se para Sosnowiec para se tornar um fabricante de tecidos. Vladek implora a Art que não inclua isto em seu livro, e, relutantemente, Art concorda. Anja sofre um colapso por conta de sua depressão pós-parto depois de dar à luz seu primeiro filho, Richieu, e o casal vai para um sanatório na Checoslováquia durante a ocupação nazista para que ela se recupere. Depois que retornam, tensões políticas e antissemitas aumentam até que Vladek é convocado logo antes da invasão nazista. Vladek é capturado na frente de batalha e forçado a trabalhar como prisioneiro de guerra. Depois de sua soltura, ele descobre que a Alemanha anexou Sosnowiec e é deixado do outro lado da fronteira no protetorado alemão. Ele consegue esgueirar-se pela fronteira e se reúne com sua família.
Durante uma das visitas de Art, ele descobre que um amigo de Mala enviou ao casal uma das revistas do movimento underground comix para a qual Art contribuiu. Mala havia tentado escondê-la, mas Vladek a encontra e a lê. Em "Prisoner on the Hell Planet", Art está traumatizado pelo suicídio de sua mãe três meses depois de sua liberação do hospital psiquiátrico, e, no fim da história, retrata-se atrás das grades, dizendo: "Você me assassinou, mamãe, e me largou aqui para levar pancada!" Embora traga lembranças dolorosas, Vladek admite que lidar com a questão daquela maneira foi bom apesar de tudo.
Em 1943, os nazistas mudam os judeus do Gueto de Sosnowiec para Srodula e marcham-nos de volta a Sosnowiec para trabalhar. A família se divide: Vladek e Anja enviam Richieu a Zawiercie para ficar com uma tia por segurança. À medida que cada vez mais judeus são enviados dos guetos a Auschwitz, a tia envenena a si mesma, seus filhos e Richieu para escapar da Gestapo. Em Srodula, muitos judeus constroem bunkers para se esconder dos alemães. O bunker de Vladek é descoberto e ele é colocado num "gueto dentro do gueto" rodeado de arame farpado. O restante da família de Vladek e Anja é levado embora. Os judeus são retirados de Srodula, exceto por um grupo que Vladek esconde em outro bunker. Quando os alemães vão embora, o grupo se divide e deixa o gueto.
Em Sosnowiec, Vladek e Anja mudam-se de um esconderijo para o outro, ocasionalmente fazendo contato com outros judeus escondidos. Vladek se disfarça como alguém de etnia polonesa e procura mantimentos. O casal se organiza com contrabandistas para escapar para a Hungria, mas é um truque: a Gestapo prende-os no trem (quando a Hungria é invadida) e leva-os a Auschwitz, onde são separados até depois da guerra.
Art pede para ver os diários de Anja, que Vladek lhe diz serem o relato das experiências do Holocausto dela e o único registro do que lhe aconteceu após ter sido separada de Vladek em Auschwitz, e que Vladek diz que ela queria que Art lesse. Vladek admite que queimou os diários depois do suicídio de Anja. Art se enfurece e chama Vladek de "assassino".
A história avança para 1986, depois dos primeiros seis capítulos de Maus terem aparecido reunidos numa única edição. Art está perplexo pela atenção inesperada que o livro recebe e se vê "totalmente bloqueado". Art fala sobre o livro com seu psiquiatra Paul Pavel, um checo sobrevivente do Holocausto. Pavel sugere que, como aqueles que morreram nos campos nunca poderão contar suas histórias, "talvez seja melhor não ter histórias." Art responde com uma citação de Samuel Beckett: "Toda palavra é uma mancha desnecessária no silêncio e no vazio", mas logo em seguida percebe, "Por outro lado, ele disse isso."
Vladek fala de suas dificuldades nos campos, da fome, do abuso, de sua engenhosidade, de evitar a selektionen: o processo pelo qual prisioneiros eram selecionados para trabalhos adicionais ou execução. Apesar do perigo, Anja e Vladek trocam mensagem ocasionais. À medida que a guerra avança e o front alemão recua, os prisioneiros são conduzidos de Auschwitz na Polônia ocupada para Gross-Rosen dentro do Reich, e depois para Dachau, onde apenas o sofrimento apenas aumenta e Vladek contrai tifo.
A guerra termina, os sobreviventes dos campos são libertados, e Vladek e Anja se reencontram. O livro termina com Vladek se debatendo em sua cama à medida que termina sua história e dizendo a Art: "Cansei de falar, Richieu... Agora, chega de histórias." A imagem final é da lápide de Vladek e Anja: Vladek morreu em 1982, antes do livro ser terminado.

## Personagens principais
- Art Spiegelman[d] (n. 1948)[26] é um cartunista e intelectual.[3]  Art é retratado como alguém irritado, que fica constantemente se lamentando.[3] Ele lida com seus próprios traumas e com aqueles herdados por seus pais procurando ajuda psiquiátrica,[10] que continuou depois de terminado o livro.[27] Não tem um bom relacionamento com seu pai, Vladek,[28] por quem sente-se dominado.[3] A princípio, demonstra pouca simpatia pelos sofrimentos de seu pai, mas mostra mais conforme o desenrolar da narrativa.[29]

- Vladek Spiegelman[e] (1906–1982)[31] é um judeu polonês que sobreviveu ao Holocausto, depois mudou-se para os Estados Unidos no início dos anos 1950. Falando broken english,[32] é retratado como avarento, pertinaz, egocêntrico,[29] neurótico e obsessivo, ansioso e teimoso — traços que talvez tenham-no ajudado a sobreviver aos campos de concentração, mas que aborrecem bastante sua família. Ele demonstra atitudes racistas, como quando Fraçoise aceita um caronista afro-americano, que ele teme irá roubá-los.[33] Vladek mostra pouco discernimento de seus próprios comentários racistas sobre outros em comparação com seu tratamento durante o Holocausto.[24]

- Mala Spiegelman (1917–2007)[34] é a segunda esposa de Vladek, que faz ela se sentir como se nunca pudesse viver à altura de Anja.[35] Embora ela também seja uma sobrevivente do Holocausto e fale com Art ao longo do livro, este não faz nenhuma tentativa de aprender sobre sua experiência do Holocausto.[36]

- Anja Spiegelman[f] (1912–1968) é a mãe de Art, a primeira esposa de Vladek e outra judia polonesa que sobreviveu ao Holocausto.[31] Nervosa, submissa e dependente, ela tem seu primeiro colapso nervoso depois de dar à luz seu primeiro filho.[37] Alguma vezes, falou a Art sobre o Holocausto quando ele estava crescendo, embora seu pai não aprovasse. Suicidou-se cortando os pulsos numa banheira em maio de 1968,[38] e não deixou nenhum bilhete suicida.[39]

- Françoise Mouly (n. 1955)[26] é a esposa de Art. É francesa e converteu-se ao judaísmo[40] para agradar Vladek. Spiegelman tem dificuldades em retratá-la: fica em dúvida entre um camundongo judeu, um sapo francês ou algum outro animal. Ele usa um camundongo.[41]

## Antecedentes
Art Spiegelman nasceu em 15 de fevereiro de 1948, na Suécia, filho de Vladek e Anja Spiegelman, judeus poloneses sobreviventes do Holocausto. Sua tia envenenou Richieu, o primeiro filho do casal, para impedir que fosse capturado pelos nazistas quatro anos antes do nascimento de Spiegelman. Ele e seus pais imigraram para os Estados Unidos em 1951. Durante sua juventude, sua mãe falava, ocasionalmente, sobre Auschwitz, mas seu pai não queria que ele soubesse sobre o que havia se passado.
Spiegelman desenvolveu um interesse em quadrinhos desde cedo e começou a desenhar profissionalmente aos 16 anos. Ele passou um mês no Binghamton State Mental Hospital em 1968 depois de um colapso nervoso. Logo depois que saiu, sua mãe suicidou-se. O pai de Spiegelman não estava feliz com o envolvimento de seu filho na subcultura hippie. Spiegelman disse que o fato de ter comprado um volkswagen alemão tornou irreparável a já tensa relação com seu pai. Spiegelman leu fanzines sobre artistas gráficos como Frans Masereel que fizeram romances sem palavras. As discussões naqueles fanzines sobre escrever o Grande Romance Americano em quadrinhos inspiraram-no.
Spiegelman tornou-se uma figura central do movimento underground comix dos anos 1970, tanto como cartunista quanto como editor. Em 1972, o cartunista Justin Green produziu um quadrinho semiautobiográfico chamado Binky Brown Meets the Holy Virgin Mary, que inspirou outros cartunistas do movimento a produzir obras mais pessoais e reveladoras. No mesmo ano, Green pediu a Spiegelman que contribuísse com uma tira de três páginas para a primeira edição de Funny Aminals  [sic], que Green editou. Spiegelman queria fazer uma tira sobre racismo e, a princípio, considerou focar-se em afro-americanos, com gatos representando membros da Ku Klux Klan perseguindo camundongos afro-americanos. Ao invés disso, voltou-se ao Holocausto e retratou gatos nazistas perseguindo camundongos judeus numa tira chamada "Maus". A história foi narrada a um camundongo chamado "Mickey". Depois de terminá-la, Spiegelman visitou seu pai para mostrar-lhe a obra terminada, a qual baseou, em parte, numa anedota que ouvira sobre a experiência de seu pai em Auschwitz. Seu pai deu-lhe mais informações, que lhe despertaram o interesse. Spiegelman gravou uma série de entrevistas ao longo de quatro dias com seu pai, as quais forneceriam a base do graphic novel Maus. Spiegelman deu prosseguimento com ampla pesquisa, lendo relatos de sobreviventos e conversando com amigos e familiares que também haviam sobrevivido. Conseguiu informações detalhadas sobre Sosnowiec de uma série de panfletos poloneses publicados depois da guerra que detalhavam o que havia acontecido aos judeus por região.

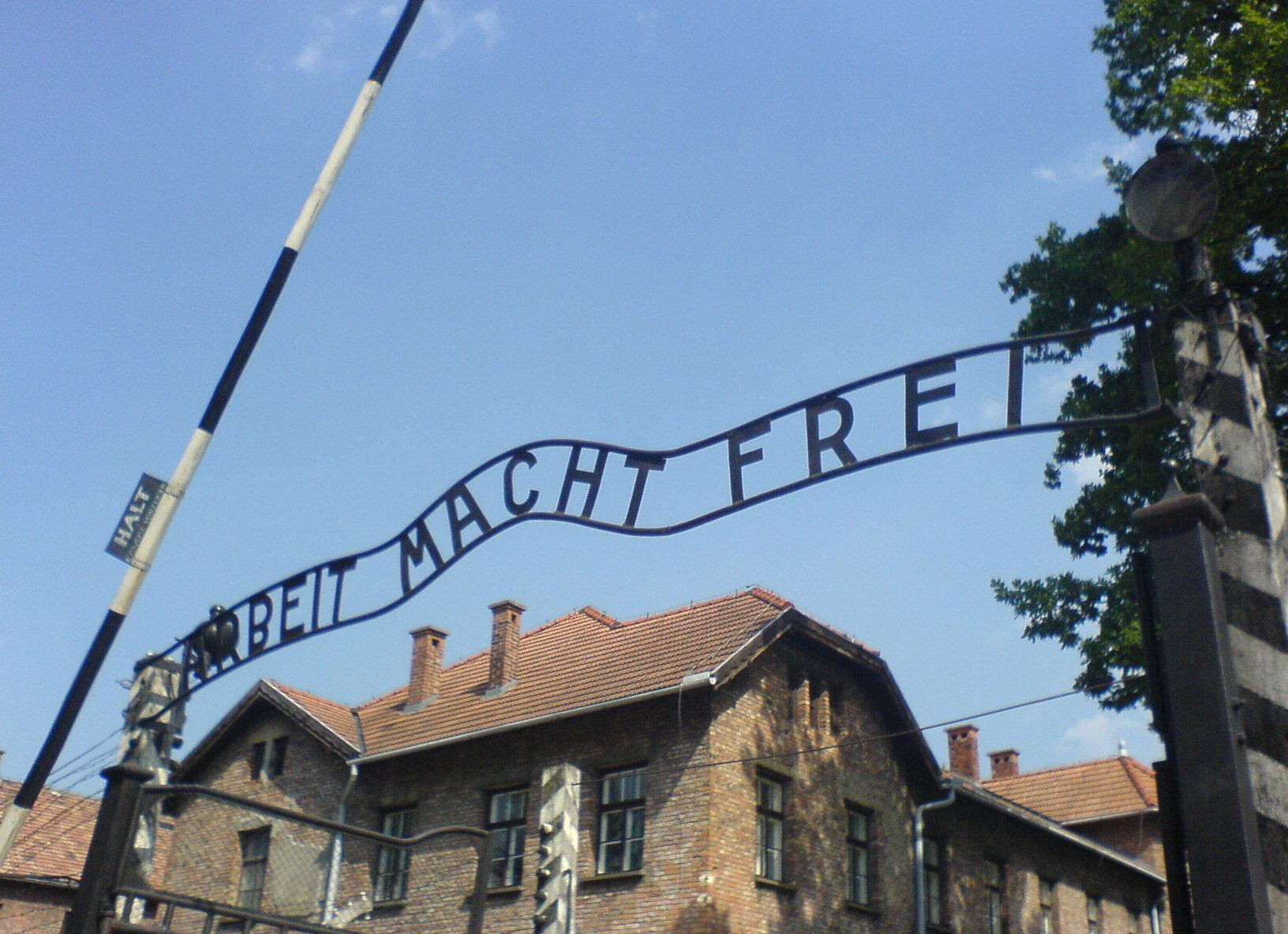
Spiegelman visitou Auschwitz em 1979 como parte de sua pesquisa.

Em 1973, Spiegelman produziu uma tira para a primeira edição de Short Order Comix chamada "Prisoner on the Hell Planet" sobre o suicídio de sua mãe. No mesmo ano, editou um livro pornográfico e psicodélico de citações e dedicou-o à sua mãe. Spiegelman passou o resto dos anos 1970 construindo sua reputação publicando quadrinhos avant-garde curtos. Ele mudou-se de volta para Nova Iorque de São Francisco em 1975, o que admitiu para seu pai apenas em 1977, altura em que havia decidido trabalhar num "quadrinho bem longo". Em 1978, iniciou outra série de entrevistas com seu pai, e visitou Auschwitz em 1979. Ele serializou a história numa revista chamada Raw, que iniciou em 1980 com sua esposa Mouly.

## Mídia dos quadrinhos
Nos anos 1940 e 1950, os quadrinhos americanos eram um grande negócio com uma variedade de gêneros, mas, nos anos 1970, haviam atingido uma fase difícil. Quando Maus começou a ser serializado, as duas grandes editoras de quadrinhos, Marvel e DC Comics dominavam a indústria com títulos de super-heróis em sua maior parte. O movimento underground comix que havia florescido no fim dos anos 1960 e início dos anos 1970 também parecia moribundo. A opinião pública sobre quadrinhos era de que se tratavam de fantasias adolescentes, inerentemente incapazes de expressões maduras artísticas ou literárias. A maioria das discussões focavam-se nos quadrinhos como um gênero e não como uma mídia.
Maus ganhou destaque quando o termo "graphic novel" estava começando a granjear adesão. Will Eisner popularizou o termo em 1978 com a publicação de Um Contrato com Deus. O termo foi usado, em parte, para mascarar o status cultural baixo que os quadrinhos possuíam no mundo anglófono e, em parte, porque o termo "comic book" estava sendo usado para se referir a periódicos curtos, não havendo vocabulário com o qual fosse possível se falar de quadrinhos em forma de livro.

## Publicação
O primeiro capítulo de Maus apareceu em dezembro de 1980 na segunda edição da revista RAW como um pequeno suplemento; um novo capítulo apareceu em cada edição subsequente até o fim da revista em 1991. Todos os capítulos, com exceção do último, apareceram na RAW.
Spiegelman teve dificuldade de encontrar uma editora para uma edição em livro de Maus, mas depois de uma resenha bastante elogiosa no New York Times em agosto de 1986 da edição serializada, a editora Pantheon Books publicou os seis primeiros capítulos num volume chamado Maus: A Survivor's Tale, com o subtítulo My Father Bleeds History. Spiegelman ficou aliviado que a publicação do livro precedeu à estreia do filme animado An American Tail por três meses, pois acreditava que o filme, produzido pela Amblin Entertainment de Steven Spielberg, fora inspirado por Maus e queria evitar comparações entre as obras.
O livro encontrou grande acolhida entre o público, em parte por conta de sua distribuição em livrarias ao invés das lojas de quadrinhos do direct market onde revistas em quadrinhos eram, via de regra, vendidas. Foi difícil para críticos classificarem Maus e também para livreiros, que precisavam saber em quais seções colocá-lo. Embora a Pantheon tenha tentando emplacar o termo graphic novel, Spiegelman não sentia-se confortável com ele, pois muitos quadrinhos estavam sendo apresentados como graphic novels tivessem ou não qualidades de romance (novel, em inglês). Ele suspeitou que o uso do termo foi uma tentativa de validar a mídia dos quadrinhos ao invés de descrever o conteúdo dos livros. Posteriormente, Spiegelman veio a aceitar o termo e, juntamente com Chris Oliveros, editor da Drawn and Quarterly, pressionou o Book Industry Study Group no início dos anos 2000 para incluir "graphic novel" como uma categoria em livrarias.
A Pantheon reuniu os últimos cinco capítulos em 1991 num segundo volume intitulado And Here My Troubles Began. Mais tarde, a editora reuniu ambos os volumes em box sets de dois volumes nas versões brochura e capa dura e também em edições de volume único. Em 1994, a Voyager Company lançou The Complete Maus em CD-ROM, uma coleção contendo os quadrinhos originais, as transcrições das gravações de Vladek, entrevistas em vídeo, rascunhos e outros materiais de apoio. O CD-ROM foi baseado no HyperCard, um programa exclusivo para o Macintosh que, desde então, tornou-se obsoleto. Em 2011, como complemento a The Complete Maus, a Pantheon Books publicou MetaMaus, com mais material de apoio, incluindo gravações em vídeo de Vladek. A atração principal do livro é uma entrevista com Spiegelman conduzida por Hillary Chute. O material também traz entrevistas com a esposa e os filhos de Spiegelman, rascunhos, fotografias, árvores genealógicas, ilustrações variadas e um DVD com vídeo, áudio, fotos e uma versão interativa de Maus. A epígrafe do livro é uma citação de Adolf Hitler: "Os judeus são indubitavelmente uma raça, mas eles não são humanos."

### Publicação internacional
A Penguin Books obteve os direitos para publicar o volume inicial na Comunidade Britânica em 1986. Em apoio ao boicote cultural do Congresso Nacional Africano em oposição ao apartheid, Spiegelman recusou-se a "fazer concessões ao fascismo", impedindo a publicação de sua obra na África do Sul.

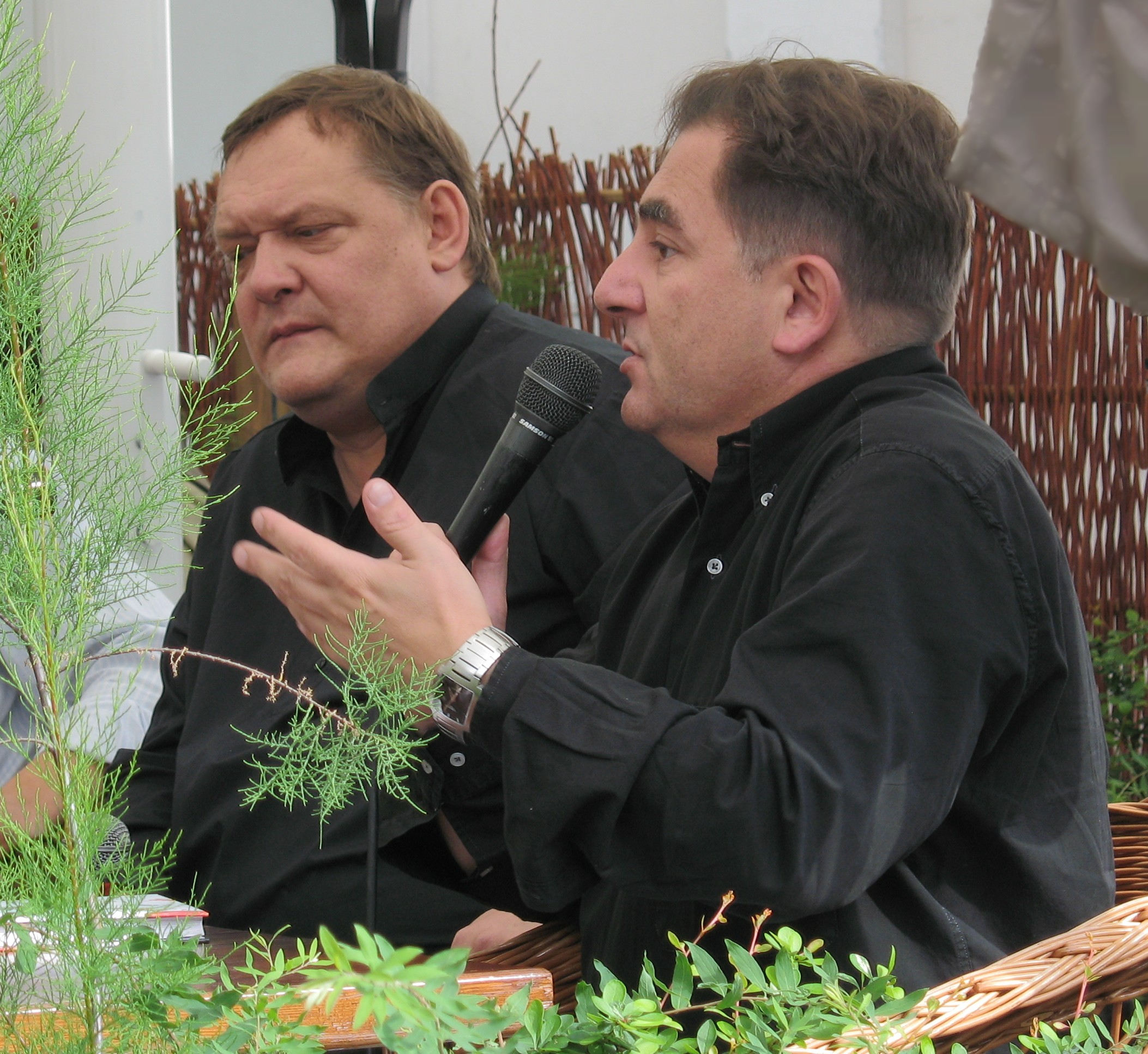
Piotr Bikont (esquerda) estabeleceu uma editora em 2001 para lançar uma edição polonesa de Maus diante de protestos.

Em 2011, Maus já havia sido traduzido para cerca de trinta línguas. Três traduções eram de especial importância para Spiegelman: francês, pois sua esposa era francesa, e em razão de seu respeito pela tradição sofisticada dos quadrinhos franco-belgas; alemão, dado o pano de fundo do livro; e polonês. A maior parte do livro se passa na Polônia e o polonês foi a língua de seus pais e a sua própria língua materna. Os editores da edição alemã tiveram de convencer o ministro da cultura alemão do propósito sério de ter a suástica aparecendo na capa da obra, já que a lei alemã proíbe a exibição de simbolismo nazista. A recepção foi positiva na Alemanha: Maus foi um best-seller e ensinado nas escolas. A tradução polonesa encontrou dificuldades; já em 1987, quando Spiegelman planejava uma visita de pesquisa à Polônia, o oficial do consulado polonês que aprovou o visto em seu passaporte questinou-o sobre a representação dos poloneses como porcos e chamou-lhe a atenção para o quão grave era este insulto. Editores e comentadores recusaram-se a negociar o livro por medo de protestos e boicotes. Piotr Bikont, um jornalista da Gazeta Wyborcza, montou sua própria editora para publicar Maus em polonês em 2001. Manifestantes protestaram a publicação de Maus e queimaram o livro em frente ao escritório da Gazeta. A resposta de Bikont foi vestir uma máscara de porco e acenar aos manifestantes das janelas do escritório. A tradução japonesa foi a única edição autorizada com páginas maiores. Planos antigos para uma tradução para a língua árabe ainda estão por se concretizar. Uma lei russa aprovada em dezembro de 2014 que proibía a exibição de propaganda política nazista levou à remoção de Maus das livrarias russas em preparação para o Dia da Vitória em razão da suástica que aparece na capa do livro.
Alguns quadros foram mudados para a edição em hebraico de Maus. Baseando-se nas memórias de Vladek, Spiegelman retratou um dos personagens secundários como membro da Polícia Judaica estabelecida pelos nazistas. Um descendente israelense protestou e ameaçou processar por difamação. Spiegelman redesenhou o personagem com uma fedora ao invés do chapéu de polícia original, mas anexou uma nota ao volume, expressando sua objeção a esta "intrusão". Esta versão do primeiro volume apareceu em 1990 pela editora Zmora Bitan. Ela teve uma recepção de indiferente a negativa, e a editora não lançou o segundo volume. Outra editora israelense publicou ambos os volumes, com uma nova tradução do poeta Yehuda Vizan que incluía o broken english de Vladek, algo que a Zmora Bitan recusara-se a fazer. Marilyn Reizbaum viu nisto uma acentuação da diferença entre a autoimagem do judeu israelense como um intrépido defensor da pátria e a do judeu americano como uma vítima débil, algo que um escritor israelense menosprezou como "a doença da diáspora".

## Temas

### Apresentação
Spiegelman, como muitos de seus críticos, teme que a "realidade seja demais para os quadrinhos [...] tanta coisa tem de ser deixada de lado ou distorcida", admitindo que sua apresentação da história talvez não seja exata. Ele toma uma abordagem pós-modernista; Maus "alimenta-se de si mesmo", contando a história de como a história foi feita. A obra examina as escolhas que Spiegelman fez ao recontar as memórias de seu pai, e as escolhas artísticas que ele teve de fazer — por exemplo, quando sua esposa francesa se converte ao judaísmo, o personagem de Spiegelman se preocupa se deve retratá-la como um sapo, um rato ou outro animal.
O livro retrata seres humanos com cabeças e rabos de diferentes espécies de animais; judeus são desenhados como ratos e outros alemães e polacos como gatos e porcos, entre outros. Spiegelman se aproveitou da maneira que os filmes de propaganda nazista retrataram judeus como pragas, embora ele tenha sido, a princípio, surpreendido pela metáfora depois de participar de uma apresentação na qual Ken Jacobs mostrou filmes de minstrel shows ao lado de filmes animados antigos dos Estados Unidos, repletos de caricaturas raciais. Spiegelman concluiu que o rato seria um símbolo para os judeus na propaganda nazista, enfatizando por uma epígrafe de uma jornal alemão dos anos 1930 que prefaceia o segundo volume: "Mickey Mouse é a ideia mais miserável já revelada [...] Emoções saudáveis dizem a todo jovem rapaz e todo jovem honrado que o verme sujo e coberto de imundície, o maior portador de bactéria no reino animal, não pode ser o tipo ideal de animal [...] Fora com a brutalização judaica do povo! Abaixo Mickey Mouse! Vista a cruz suástica!"
Personagens judeus tentam se passar por polacos usando máscaras de porcos no rosto, com as cordas aparecendo na parte de trás. O disfarce de Vladek foi mais convincente do que o de Anja — "dava para ver que ela era mais judia", diz Vladek. Spiegelman mostra este caráter judaico fazendo com que o rabo de Anja apareça de fora de seu disfarce. Esta literalização dos estereótipos genocidas que levaram os nazistas a sua solução final pode reforçar rótulos racistas, mas Spiegelman usa a ideia para criar anonimidade para seus personagens. De acordo com a historiadora de arte Andrea Liss, isto pode, paradoxalmente, permitir que leitor se identifique com os personagens como humanos, impedindo-o de observar características raciais baseadas em traços faciais, e, ao mesmo tempo, lembrá-lo da onipresença da classificação racista.
Ao fazer com que pessoas de diferentes etnias se parecessem, Spiegelman esperava mostrar o absurdo de dividir pessoas desta forma. Spiegelman afirmou que "estas metáforas [...] foram feitas para se auto-destruir" e "revelar a futilidade da própria ideia". A professora Amy Hungerford não observou um sistema consistente para metáfora dos animais. Em vez disso, ela significou os papéis dos personagens na história ao invés de suas raças — Françoise, uma gentia, é uma rata por causa de sua identificação com seu marido, que se identifica com vítimas do Holocausto. Quando perguntado qual animal usaria para os judeus israelenses, Spiegelman sugeriu o porco-espinho. Quando Art visita seu psiquiatra, ambos usam máscaras de rato. As ideias de Spiegelman sobre a metáfora dos animais evoluíram ao longo da feitura do livro — na publicação original do primeiro volume, seu auto-retrato mostrava uma cabeça de rato num corpo humano, mas quando o segundo volume foi lançado, seu auto-retrato havia se tornado o de um homem usando uma máscara de rato.  Em Maus, os personagens parecem ser ratos e gatos apenas em sua relação de predador e presa. Em todos os aspectos, exceto suas cabeças e rabos, eles agem e falam como seres humanos comuns. Complicando ainda mais a metáfora dos animais, Anja é retratada, ironicamente, como tendo medo de rato, enquanto outros personagens aparecem com cães e gatos de estimação, e os nazistas, com cães de ataque.

### Memória
Para Marianne Hirsch, a vida de Spiegelman é "dominada por memórias que não são suas". Sua obra não é de memória, mas de pós-memória — um termo cunhado por ela depois de descobrir Maus. Isto descreve a relação dos filhos de sobreviventes com seus pais. Embora estes filhos não tenham tido as experiências de seus pais, eles cresceram com as memórias deles — memórias da memória de outrem — até as histórias se tornarem tão poderosas que, para estes filhos, elas se tornam memórias autônomas. A proximidade dos filhos  cria uma "conexão pessoal profunda" com a memória, embora separada dela por uma "distância geracional".
Art tentou manter a história de seu pai em ordem cronológica, porque, caso contrário, ele "nunca conseguiria mantê-la organizada". As memórias de Anja, sua mãe, estão conspicuamente ausentes da narrativa, dado seu suicídio e a destruição de seus diários feita por Vladek. Hirsch vê Maus, em parte, como uma tentativa de reconstruir as memórias dela. Vladek mantém viva a memória de Anja com fotos dela em sua mesa, "como um templo", de acordo com Mala.

### Culpa
Spiegelman exibe seu senso de culpa de diversas maneiras. Ele sofre de angústia por seu irmão morto, Richieu, que pereceu no Holocausto e que Spiegelman sente nunca conseguirá estar a altura. O oitavo capítulo, feito depois da publicação e do sucesso inesperado do primeiro volume, abre com um Spiegelman perturbado pela culpa (agora em forma humana, vestindo uma máscara de rato) em cima de uma pilha de cadáveres — os cadáveres dos seis milhões de judeus sobre os quais o sucesso de Maus foi construído. Seu psiquiatra lhe diz que seu pai se sente culpado por ter sobrevivido e vivido mais do que seu primeiro filho, e que uma parte da culpa de Art pode se originar de ter pintado seu pai de maneira tal desfavorável. Como ele próprio não viveu nos campos, é difícil para ele entender ou visualizar este "universo separado", e sente-se inadequado retratando-o.

### Racismo

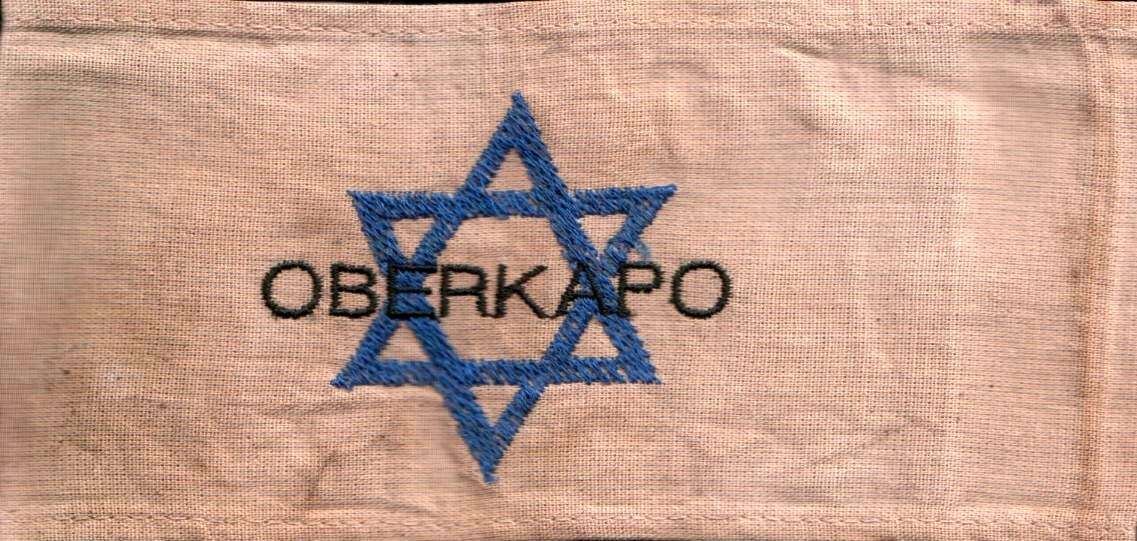
Kapos, supervisores de prisioneiros sob os nazistas, são retratados como poloneses antisemitas.

Spiegelman parodia a visão nazista de divisões raciais; o racismo de Vladek também é colocado em evidência quando ele se chateia com Françoise por esta aceitar um caronista negro, um "schwartser", como diz ele. Quando ela repreende-o, ele — uma vítima do antissemitismo — responde: "Não se pode comparar, os schwartsers e os judeus!" Gradualmente, Spiegelman desconstrói a metáfora dos animais ao longo do livro, especialmente no segundo volume, mostrando onde as divisões não podem ser desenhadas entre raças de humanos.
Os alemãos são retratados com pouca diferença entre eles, mas há grande variedade entre poloneses e judeus que dominam a história. Algumas vezes, judeus e conselhos judaicos são mostrados obedecendo os ocupantes; algumas enganam outros judeus para que sejam capturados, enquanto outros agem como polícia para os nazistas.
Spiegelman mostra diversas instâncias em que poloneses se arriscaram para ajudar judeus, e também mostra o antissemitismo como sendo abundante entre eles. Os Kapos que operam os campos são poloneses, e Anja e Vladek são enganados por contrabandistas poloneses e entregues aos nazistas. Anja e Vladek ouvem histórias de que poloneses continuam a expulsar e até mesmo matar judeus em regresso após a guerra.

### Linguagem
O inglês de Vladek é o chamado broken english, ou seja, é pronunciado de modo imperfeito, em contraste com o falar fluente do terapeuta de Art, Paul Pavel, que também é um imigrante e sobrevivente do Holocausto. O conhecimento da língua de Vladek auxilia-o em diversos momentos na história, como quando ele o usa para conhecer Anja. Também utiliza-o para se tornar amigo de um francês, e continua a se corresponder com ele em inglês depois da guerra. Sua recontagem do Holocausto, primeiro a soldados americanos, depois a seu filho, nunca ocorre em sua língua materna, e o inglês se torna sua língua diária quando ele se muda para os Estados Unidos. Sua dificuldade com sua segunda língua é revelada quando Art escreveu seu diálogo em broken English; quando Vladek é encarcerado, ele diz a Art, "Todos os dias eu tomava banho e fazia ginástica para ficar forte... e rezava. Eu era muito religioso. Era tudo que podia fazer.". Posteriormente no livro, Vladek fala de Dachau, dizendo, "E aqui [...] meus problemas começaram", embora claramente seus problemas tenham começado muito antes de Dachau. Esta expressão não-idiomática foi usada como o subtítulo do segundo volume.
A palavra alemã Maus é cognata da palavra inglesa mouse, e também lembra o verbo alemão mauscheln, que significa "falar como um judeu" e refere-se à maneira como judeus da Europa Oriental falavam alemão  — uma palavra que não se relaciona etimologiamente a Maus, mas a Moses.

## Estilo

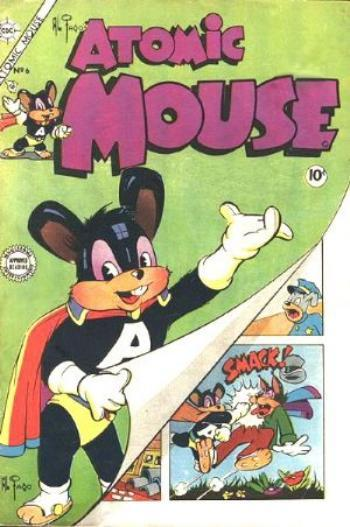
O uso feito por Spiegelman de quadrinhos com animais, similar ao mostrado aqui, foi de encontro às expectativas de leitores.

A aparente audácia de Spiegelman de usar o Holocausto como seu tema acentou-se pela escolha de contar a história através da mídia dos quadrinhos. A visão predominante no mundo anglófono via os quadrinhos como inerentemente triviais, logo diminuindo a temática de Spiegelman, especialmente por ele ter usado cabeças de animais em lugar de cabeças reconhecivelmente humanas. O gênero de quadrinhos com animais é típico da mídia das HQs e, embora tenha uma reputação como entretenimento infantil, há muito o movimento underground utilizou-se dele em histórias adultas, como em Fritz the Cat, de Robert Crumb, que o crítico de quadrinhos Joseph Witek afirma mostrar que o gênero poderia "abrir o caminho para um paradoxal realismo narrativo" que Maus explorou.
À primeira vista, é uma história sobre o Holocausto, mas ela se entrelaça com a narrativa moldura de Art entrevistando e interagindo com seu pai. O quadrinho "Prisioner on Hell Planet" de Art também é abarcado pela narrativa moldura e contrasta tanto visual quanto tematicamente do restante do livro, já que os personagens são humanos num estilo de xilogravura surrealista e expressionista inspirado por Lynd Ward.
Spiegelman borra a divisão entre a narrativa moldura e o mundo, como quando ao tentar, neuroticamente, entender o que Maus esta se tornando para ele, diz a sua esposa: "na vida real, você nunca teria me deixado falar tanto sem interromper." Quando um prisioneiro que o nazistas acreditam ser um judeu afirma ser alemão, Spiegelman tem dificuldades para decidir como retratar este personagem: se como um gato ou como um camundongo. Ao longo do livro, Spiegelman incorpora e destaca detalhes triviais das histórias de seu pai, algumas vezes cômicos ou irônicos, dando uma leveza e humanidade à história que "ajuda a carregar o peso das insustentáveis realidades históricas".
Spiegelman começou a registrar suas entrevistas com Vladek em papel, mas rapidamente mudou para um gravador, face a face ou por telefone. Frequentemente, Spiegelman resumiu as palavras de Vladek e, ocasionalmente, fez acréscimos aos diálogos ou sintetizou múltiplas versões de uma mesma história numa só.
Spiegelman preocupou-se com o efeito que a organização realizada por ele na história de Vladek teria na autenticidade desta. No fim, ele deixou de lado uma abordagem joiceana e decidiu-se por uma narrativa linear que pensou ser melhor para "fazer-se entender". Ele esforçou-se para apresentar a maneira pela qual o livro foi documentado e organizado como parte integral do próprio livro, expressando a "sensação de uma entrevista moldada por um relacionamento."

### Arte
A história é impulsionada pelo texto, com poucos quadros sem palavras entre seus 1 500 quadros pretos-e-brancos. A arte tem um alto contraste: as manchas pretas dentro dos quadros, juntamente com as bordas grossas e pretas, são equilibradas por áreas brancas e largas margens brancas. Há pouco cinza no sombreamento. No presente narrativo, as páginas são organizadas em grids de oito quadros; no passado narrativo, Spiegelman percebeu-se "violando a grid constantemente" com os layouts de suas páginas.
Spiegelman executou "Maus" (a versão original de três páginas) e "Prisioner on Hell Planet" em estilos altamente detalhados e expressivos. Ele planejou desenhar Maus da mesma maneira, mas depois dos esboços iniciais, decidiu usar um estilo contido, pouco diferente de seus esboços em lápis, que achou mais direto e imediato. Personagens são retratados de modo minimalista: cabeças de animais com pontos no lugar dos olhos e traços para sobrancelhas e bocas, sobre corpos humanoides. Spiegelman queria se distanciar da maneira como desenhou os personagens em "Maus" (a versão original) na qual gatos enormes colocavam-se acima dos camundongos judeus, uma abordagem que, segundo ele: "diz a você como se sentir, diz a você como pensar". Ele preferiu deixar o leitor fazer julgamentos morais independentes. Ele desenhou os gatos-nazistas do mesmo tamanho dos camundongos-judeus e retirou as expressões estereotipadas de vilania. O contraste entre a arte de "Prisoner on Hell Planet" e a de Maus mostra a eficácia da arte mais simples: "Prisoner" é alienante, enquanto Maus é mais convidativo, encorajando uma contemplação e uma compreensão mais profundas.
Spiegelman queria que a arte passasse a sensação de um diário, assim desenhou as páginas em papel de carta com uma caneta-tinteiro e corretivo líquido de máquina de escrever. O quadrinho foi reproduzido no mesmo tamanho em que foi desenhado, ao contrário de seus outros trabalhos, que, em geral, eram desenhados maiores e impressos em tamanho menor, o que esconde defeitos na arte.

### Influências
Spiegelman publicou artigos promovendo um conhecimento maior da história da mídia dos quadrinhos. Entre suas principais influências iniciais, estavam Harvey Kurtzman, Will Eisner, e o quadrinho "Master Race" de Bernard Krigstein. Embora tenha reconhecido os primeiros trabalhos de Eisner como uma influência, Spiegelman negou que o primeiro graphic novel de Eisner, Um Contrato com Deus (1978), tenha tido qualquer impacto sobre Maus. Ele citou a tirinha Little Orphan Annie, de Harold Gray, como tendo "influenciado Maus bem diretamente" e elogiu a obra de Gray por usar um vocabulário de narração de histórias baseado em cartuns ao invés de um baseado na ilustração. A HQ Binky Brown Meets the Holy Virgin Mary (1972), de Justin Green, inspirou Spiegelman a incluir elementos autobiográficos em seus quadrinhos. Ele afirmou que "sem Binky Brown, não haveria Maus". Entre os artistas gráficos que influenciaram Maus, Spiegelman citou Frans Masereel, cujas obras em xilogravura como Passionate Journey (1919) estavam entre os primeiros romances sem palavras.

## Recepção e legado
A obra de Spiegelman, tanto como cartunista quanto como editor, já era bastante conhecida e respeitada na comunidade dos quadrinhos, mas a atenção da mídia depois da publicação do primeiro volume em 1986 foi inesperada. Centenas de resenhas predominantemente positivas apareceram e Maus se tornou o centro da nova atenção devotada aos quadrinhos. Foi considerado um dos "Big Three": um dos três grandes quadrinhos em formato de livro publicados em 1986–87, juntamente com Watchmen e The Dark Knight Returns, tidos como tendo trazido o termo graphic novel e a ideia de quadrinhos para adultos ao grande público. Creditou-se a ele a mudança na percepção do público sobre o que os quadrinhos poderiam ser numa época em que, no mundo anglófono, HQs eram consideradas para crianças e fortemente associadas a superheróis. A princípio, críticos de Maus relutaram em incluir os quadrinhos no discurso literário. O New York Times, na intenção de elogiar, disse do livro: "Art Spiegelman não desenha revistas em quadrinhos". Depois de ganhar o prêmio Pulitzer, Maus recebeu maior aceitação e interesse entre acadêmicos. Em 1991–92, o Museu de Arte Moderna de Nova Iorque montou uma exibição sobre a criação de Maus.

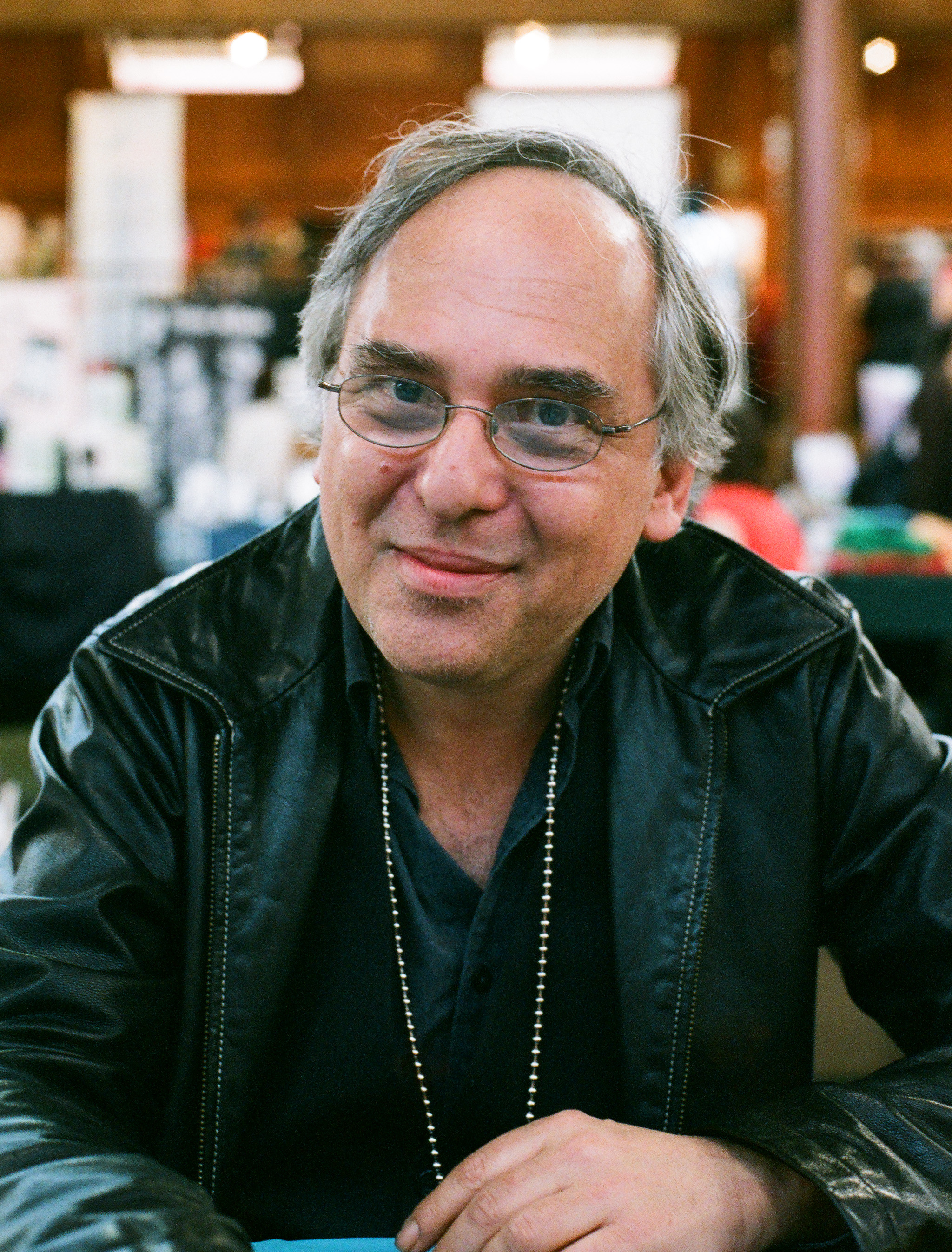
Spiegelman continua atraindo atenção acadêmica e influenciando jovens cartunistas.

Maus mostrou-se difícil de classificar dentro de um determinado gênero: já foi chamado de biografia, ficção, autobiografia, história e memórias.
Spiegelman solicitou ao New York Times que mudasse o quadrinho da seção de "ficção" para "não-ficção" na lista de best-sellers do jornal, dizendo: "Tenho arrepios em pensar como David Duke [...] responderia ao ver uma obra cuja pesquisa foi feita minuciosamente, baseada nas memórias de meu pai sobre a vida na Europa de Hitler e em campos de concentração, classificada como ficção". Um editor respondeu: "Vamos à casa de Spiegelman e, caso um rato gigante atenda à porta, mudaremos o livro para a seção de não-ficção da lista!" O Times, eventualmente, consentiu. O comitê do Pulitzer evitou a questão, concedendo à edição completa de Maus um "Prêmio Especial em Literatura" em 1992.
Maus foi classificado em posições altas em listas de quadrinhos e de literatura. O Comics Journal chamou-o de o quarto maior quadrinho do século XX, e a revista Wizard colocou-o no primeiro lugar em sua lista dos 100 Melhores Graphic Novels. A Entertainment Weekly listou Maus no sétimo lugar  em sua lista Os Novos Clássicos: Livros – As 100 melhores leituras de 1983 a 2008, e a Time classificou Maus em sétimo na sua lista dos melhores livros de não-ficção publicados entre 1923 e 2005, e em quarto na sua lista de melhores graphic novels. O livro também foi elogiado por contemporâneos como Jules Feiffer e escritores literários como Umberto Eco. Spiegelman recusou diversas propostas para adaptar Maus ao cinema ou à televisão.
Os capítulos iniciais de Maus que apareceram na Raw inspiraram o jovem Chris Ware a "tentar fazer quadrinhos que tinham um teor 'sério'". Maus é citado como uma influência primordial em graphic novels como Persepolis, de Marjane Satrapi, e  Fun Home, de Alison Bechdel.
Em 1999, o cartunista Ted Rall publicou um artigo no Village Voice criticando a proeminência e a influência de Spiegelman na comunidade nova-iorquina de cartunistas. Intituldo "Rei Maus: Art Spiegelman Domina o Mundo dos Comix Com Benesses e Medo", o artigo acusou o comitê do Pulitzer de oportunismo ao selecionar Maus, que Rall não considerou merecedor. O cartunista Danny Hellman respondeu ao artigo pregando uma peça via e-mail, no qual fingiu ser Rall, solicitando uma discussão no endereço de e-mail TedRallsBalls@onelist.com. Hellman deu seguimento, postando respostas falsas de editores e diretores de arte da New York Magazine. Rall entrou com uma ação na justiça, solicitando reparações de 1,5 milhão de reais por difamação, violação de privacidade e sofrimento emocional. Para angariar fundos com o objetivo de combater o litígio, Hellman publicou, em 2001, a antologia Legal Action Comics, que incluiu uma contracapa feita por Spiegelman, na qual retrata Rall como um mictório.

### Crítica e obras acadêmicas
Uma indústria de pesquisa acadêmica desenvolveu-se em torno de Maus, e, com frequência, escolas tem usado o quadrinho como material didático numa gama de disciplinas: história, psicologia de famílias desajustadas, língua inglesa e estudos sociais. O volume de trabalhos acadêmicos publicado acerca de Maus supera em muito o de qualquer outra obra de quadrinhos. Um dos primeiros destes trabalhos foi "Sobre Camundongos e Memória" ("Of Mice and Memory", no original) (1988), do historiador Joshua Brown, publicado na Oral History Review, que lida com os problemas que Spiegelman enfrentou para apresentar a história de seu pai. Marianne Hirsch escreveu um ensaio influente sobre pós-memória chamado "Fotos de Família: Maus, Luto e Pós-Memória" ("Family Pictures: Maus, Mourning, and Post-Memory", no original), posteriormente ampliado e transformado no livro Family Frames: Photography, Narrative, and Postmemory. Acadêmicos muito distantes do campo dos quadrinhos como Dominick LaCapra, Linda Hutcheon e Terrence Des Pres também participaram do discurso. Poucos trataram de Maus que tivessem familiaridade com quadrinhos, em grande parte pela falta de uma tradição acadêmica de quadrinhos — a tendência foi abordar Maus como história do Holocausto ou de uma perspectiva cinematográfica ou literária. Em 2003, Deborah Geis editou uma coletânea de ensaios sobre Maus chamada Considering Maus: Approaches to Art Spiegelman's "Survivor's Tale" of the Holocaust. Maus é considerado uma obra importante da literatura do Holocausto e estudos sobre a HQ fizeram contribuições significativas para os estudos do Holocausto.

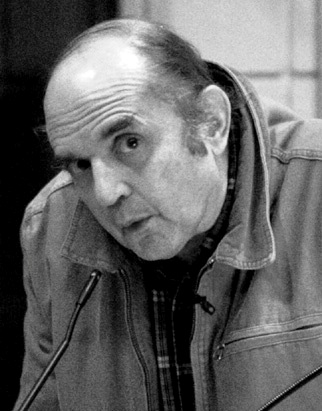
Harvey Pekar, roterista e crítico de quadrinhos, opôs-se ao uso de animais e à representação negativa do pai de Spiegelman em Maus.

De acordo com o escritor Arie Kaplan, alguns sobreviventes do Holocausto opuseram-se a ideia de Spiegelman de fazer um quadrinho sobre sua tragédia. Críticos literários como Hillel Halkin criticaram a metáfora dos animais como "duplamente desumanizante", reforçando a crença nazista de que as atrocidades foram perpetradas por uma espécie contra outra, quando, em verdade, foram realizadas por humanos contra humanos. Harvey Pekar, roterista e crítico de quadrinhos, e outros viram, no uso de animais, um reforço potencial de estereótipos. Pekar também desdenhou da representação predominantemente negativa do pai de Spiegelman, chamando-o de falso e hipócrita por tal representação num livro que se apresenta como objetivo. O crítico de quadrinhos R. C. Harvey argumentou que a metáfora dos animais de Spiegelman ameaçava "corroer o arcabouço moral [de Maus], e favorecia "diretamente a visão racista [dos nazistas]".
Comentadores como Peter Obst e Lawrence Weschler expressaram preocupação sobre a representação dos poloneses como porcos, que o crítico Marek Kohn viu como um insulto étnico e a  Norton Anthology of American Literature chamou de "uma afronta calculada". A cultura judaica não vê porcos como kosher — uma questão que Spiegelman, sendo judeu, dificilmente desconheceria. Críticos como Obst e Pekar disseram que a representação dos poloneses é desequilibrada — que, embora alguns poloneses sejam retratados ajudando judeus, via de regra, são mostrados fazendo-o por razões egoístas. No fim dos anos 1990, um opositor da representação dos poloneses em Maus interrompeu uma apresentação de Spiegelman na Universidade McGill com abusos constantes e foi expulso do auditório.
O crítico literário Walter Ben Michaels achou que as divisões raciais de Spiegelman "iam de encontro aos fatos". Spiegelman retrata europeus como diferentes espécies de animais baseando-se em "concepções nazistas de raça, mas todos os americanos, tanto negros quanto brancos, são retratados como cachorros — com exceção dos judeus, que permanecem camundongos não-assimilados. Para Michaels, Maus parece maquiar as desigualdades raciais que contaminaram a história dos Estados Unidos.
Outros críticos, como Bart Beaty, opuseram-se ao que viram como o fatalismo da obra.
O estudioso Paul Buhle afirmou que "mais do que alguns leitores descreveram [Maus] como o mais envolvente de todos os retratos do Holocausto, talvez porque somente a qualidade caricatural da arte dos quadrinhos esteja à altura da aparente irrealidade de uma experiência completamente absurda." Michael Rothberg opinou que, "ao situar uma história não-ficcional num espaço altamente mediado, irreal, 'de quadrinhos'", Spiegelman captura a hiperintensidade de Auschwitz."

### Paródias
A editora belga La Cinquième Couche produziu, anonimamente, um livro chamado Katz, um remix do livro de Spiegelman com todas as cabeças de animais trocadas por cabeças de gato. O livro reproduziu cada página e fala de diálogo da tradução francesa de Maus. A editora francesa de Spiegelman, Flammarion, fez a editora belga destruir todas as cópias sob acusação de violação de direito autoral.

### Prêmios e indicações
| Ano  | Organização                                                 | Prêmio                                                                                          | Resultado | Ref.    |
| ---- | ----------------------------------------------------------- | ----------------------------------------------------------------------------------------------- | --------- | ------- |
| 1986 | National Book Critics Circle                                | Prêmio do National Book Critics Circle de biografia                                             | Indicado  | [ 180 ] |
| 1987 | Revista Present Tense, American Jewish Committee            | Present Tense/Prêmio Joel H. Cavior para livro de ficção                                        | Venceu    | [ 181 ] |
| 1988 | fr (Christian Testimony)                                    | Prix Résistance by Témoignage chrétien                                                          | Venceu    | [ 182 ] |
| 1988 | Prêmio do Festival Internacional de Quadrinhos de Angoulême | Melhor álbum estrangeiro (Maus: un survivant raconte - Mon père saigne l'histoire)              | Venceu    | [ 183 ] |
| 1988 | Prêmio Urhunden                                             | Álbum estrangeiro                                                                               | Venceu    | [ 184 ] |
| 1990 | Prêmio Max & Moritz                                         | Prêmio especial                                                                                 | Venceu    | [ 185 ] |
| 1991 | National Book Critics Circle                                | Prêmio do National Book Critics Circle                                                          | Indicado  | [ 186 ] |
| 1992 | Prêmio Pulitzer                                             | Prêmio especial em literatura                                                                   | Venceu    | [ 187 ] |
| 1992 | Prêmio Eisner                                               | Melhor graphic album — Reedição (Maus II).                                                      | Venceu    | [ 188 ] |
| 1992 | Prêmio Harvey                                               | Melhor graphic album de material já previamente publicado (Maus II)                             | Venceu    | [ 189 ] |
| 1992 | Los Angeles Times                                           | Book Prize for Fiction (Maus II)                                                                | Venceu    | [ 190 ] |
| 1993 | Prêmio do Festival Internacional de Quadrinhos de Angoulême | Melhor álbum estrangeiro (Maus: un survivant raconte - Et c'est là que mes ennuis ont commencé) | Venceu    | [ 191 ] |
| 1993 | Prêmio Urhunden                                             | Álbum estrangeiro (Maus II)                                                                     | Venceu    | [ 184 ] |

### Livros
- Abell, Catharine (2012). «Comics and Genre». In:  Meskin, Aaron; Cook, Roy T. The Art of Comics: A Philosophical Approach. [S.l.]: John Wiley & Sons. ISBN 978-1-4443-3464-7

- Adams, Jeff (2008). Documentary Graphic Novels and Social Realism. [S.l.]: Peter Lang. ISBN 978-3-03911-362-0

- Ahrens, Jörn; Meteling, Arno (2010). Comics and the City: Urban Space in Print, Picture, and Sequence. [S.l.]: Continuum International Publishing Group. ISBN 978-0-8264-4019-8

- Baker, Steve (1993). Picturing the Beast: Animals, Identity, and Representation. [S.l.]: Manchester University Press. ISBN 978-0-7190-3378-0 (atribuído a Kohn, Marek (10 de setembro de 1987). «Paws and Whiskers». The Listener: 25)

- Ball, David M.; Kuhlman, Martha B. (2010). The Comics of Chris Ware: Drawing Is a Way of Thinking. [S.l.]: University Press of Mississippi. ISBN 978-1-60473-442-3

- Berger, James (1999). After the End: Representations of Post-Apocalypse. [S.l.]: University of Minnesota Press. ISBN 978-0-8166-2932-9

- Chute, Hillary L (2010). Graphic Women: Life Narrative and Contemporary Comics. [S.l.]: Columbia University Press. ISBN 978-0-231-15062-0

- Duncan, Randy; Smith, Matthew J (2009). The Power of Comics. [S.l.]: Continuum International Publishing Group. ISBN 978-0-8264-2936-0

- Fagan, Bryan D.; Fagan, Jody Condit (2011). «Medium or Genre?». Comic Book Collections for Libraries. [S.l.]: ABC-CLIO. p. 3. ISBN 978-1-59884-511-2

- Fathers, Michael (2007). «Art Mimics Life in the Death Camps». In:  Witek, Joseph. Art Spiegelman: Conversations. [S.l.]: University Press of Mississippi. pp. 122–125. ISBN 978-1-934110-12-6 (Originally in Independent on Sunday on 1992-03-22)
- Fischer, Heinz Dietrich; Fischer, Erika J. (2002). «Spiegelman, Art». Complete Biographical Encyclopedia of Pulitzer Prize Winners, 1917–2000: Journalists, Writers and Composers on Their Ways to the Coveted Awards. [S.l.]: Walter de Gruyter. p. 230. ISBN 978-3-598-30186-5
- Harvey, R. C. (1996). The Art of the Comic Book: An Aesthetic History. [S.l.]: University Press of Mississippi. ISBN 978-0-87805-758-0
- Hatfield, Charles (2005). Alternative Comics: An Emerging Literature. [S.l.]: University Press of Mississippi. ISBN 978-1-57806-719-0
- Hignite, Todd (2007). «Art Spiegelman». In the Studio: Visits With Contemporary Cartoonists. [S.l.]: Yale University Press. pp. 40–61. ISBN 978-0-300-13387-5
- Hirsch, Marianne (1997). Family Frames: Photography, Narrative, and Postmemory. [S.l.]: Harvard University Press. ISBN 978-0-674-29265-9
- Horowitz, Sara R. (1997). «Art Spiegelman». In:  Shatzky, Joel; Taub, Michael. Contemporary Jewish-American Novelists: A Bio-Critical Sourcebook. [S.l.]: Greenwood Publishing Group. pp. 400–408. ISBN 978-0-313-29462-4
- Hungerford, Amy (2003). «Surviving Rego Park». The Holocaust of Texts: Genocide, Literature, and Personification. [S.l.]: University of Chicago Press. pp. 73–96. ISBN 978-0-226-36076-8
- Kannenberg, Gene, Jr. (2001). «'I Looked Just Like Rudolph Valentino': Identity and Representation in Maus». In:  Baetens, Jan. The Graphic Novel. [S.l.]: Leuven University Press. pp. 79–89. ISBN 978-90-5867-109-7
- Kaplan, Arie (2006). Masters of the Comic Book Universe Revealed!. [S.l.]: Chicago Review Press. ISBN 978-1-55652-633-6
- Kaplan, Arie (2008). From Krakow to Krypton: Jews and Comic Books. [S.l.]: Jewish Publication Society. ISBN 978-0-8276-0843-6
- Baym, Nina; Klinkowitz, Jerome; Krupat, Arnold; Wallace, Patricia B., eds. (2007). The Norton Anthology of American Literature. E. [S.l.]: W. W. Norton. ISBN 978-0393927436
- LaCapra, Dominick (1998). «'Twas the Night Before Christmas: Art Spiegelman's Maus». History and Memory After Auschwitz. [S.l.]: Cornell University Press. pp. 139–179. ISBN 978-0-8014-8496-4
- Levine, Michael G. (2006). The Belated Witness: Literature, Testimony, and the Question of Holocaust Survival. [S.l.]: Stanford University Press. ISBN 978-0-8047-5555-9
- Liss, Andrea (1998). Trespassing Through Shadows: Memory, Photography, and the Holocaust. [S.l.]: University of Minnesota Press. ISBN 978-0-8166-3060-8
- Loman, Andrew (2010). «The Canonization of Maus». In:  Williams, Paul; Lyons, James. The Rise of the American Comics Artist: Creators and Contexts. [S.l.]: University Press of Mississippi. ISBN 978-1-60473-792-9
- Mandel, Naomi (2006). «The Story of my Death: Night, Maus, Shoah and the Image of the Speaking Corpse». Against the Unspeakable: Complicity, the Holocaust, and Slavery in America. [S.l.]: University of Virginia Press. pp. 99–130. ISBN 978-0-8139-2581-3
- McGlothlin, Erin Heather (2006). «'In Auschwitz We Didn't Wear Watches': Marking Time in Art Spiegelman's Maus». Second-Generation Holocaust Literature: Legacies of Survival and Perpetration. [S.l.]: Camden House Publishing. pp. 66–90. ISBN 978-1-57113-352-6
- Meskin, Aaron; Cook, Roy T., eds. (2012). The Art of Comics: A Philosophical Approach. [S.l.]: John Wiley & Sons. ISBN 978-1-4443-3464-7
- Monnin, Katie (2010). Teaching Graphic Novels: Practical Strategies for the Secondary ELA Classroom. [S.l.]: Maupin House Publishing, Inc. ISBN 978-1-934338-40-7
- Orbán, Katalin (2005). «Mauschwitz». Ethical Diversions: The Post-Holocaust Narratives of Pynchon, Abish, DeLillo, and Spiegelman. [S.l.]: Routledge. pp. 35–74. ISBN 978-0-415-97167-6
- Petersen, Robert (2010). Comics, Manga, and Graphic Novels: A History of Graphic Narratives. [S.l.]: ABC-CLIO. ISBN 978-0-313-36330-6
- Pustz, Matthew J (2007). «I Gave It All Up to Draw Comics: Autobiographical (And Other) Tales About Creating Comic Books». In:  Klaehn, Jeffery. Inside the World of Comic Books. [S.l.]: Black Rose Books. pp. 61–81. ISBN 978-1-55164-296-3
- Reibmann, James E. (2001). «Fredric Wertham, Spiegelman's Maus, and Representations of the Holocaust». In:  Baetens, Jan. The Graphic Novel. [S.l.]: Leuven University Press. pp. 23–30. ISBN 978-90-5867-109-7
- Reizbaum, Marilyn (2000).  Silberstein, Laurence Jay, ed. Mapping Jewish Identities. [S.l.]: New York University Press. ISBN 978-0-8147-9769-3
- Rhoades, Shirrel (2008). Comic Books: How the Industry Works. [S.l.]: Peter Lang. ISBN 978-0-8204-8892-9
- Rice, Maria J. (2007). Migrations of Memory: Postmemory in Twentieth Century Ethnic American Women's Literature. [S.l.]: ProQuest. ISBN 978-0-549-69539-4
- Rosen, Alan Charles (2005). Sounds of Defiance: the Holocaust, Multilingualism, and the Problem of English. [S.l.]: University of Nebraska Press. ISBN 978-0-8032-3962-3
- Rothberg, Michael (2000). Traumatic Realism: The Demands of Holocaust Representation. [S.l.]: University of Minnesota Press. ISBN 978-0-8166-3459-0
- Russell, Vanessa (2008). «The Mild-Mannered Reporter: How Clark Kent Surpassed Superman». In:  Ndalianis, Angela. The Contemporary Comic Book Superhero. [S.l.]: Taylor & Francis. pp. 216–232. ISBN 978-0-415-99176-6
- Sabin, Roger (1993). Adult Comics: An Introduction. [S.l.]: Taylor & Francis. ISBN 978-0-415-04419-6
- Schuldiner, Michael (2011). «The Second-Generation Holocaust Nonsurvivor: Third-Degree Metalepsis and Creative Block in Art Spiegelman's Maus». In:  Royal, Derek Parker. Unfinalized Moments: Essays in the Development of Contemporary Jewish American Narrative. [S.l.]: Purdue University Press. pp. 69–80. ISBN 978-1-55753-584-9
- Schwab, Gabriele (2010). Haunting Legacies: Violent Histories and Transgenerational Trauma. [S.l.]: Columbia University Press. ISBN 978-0-231-52635-7
- Smith, Graham (2007). «From Mickey to Maus: Recalling the Genocide Through Cartoon». In:  Witek, Joseph. Art Spiegelman: Conversations. [S.l.]: University Press of Mississippi. pp. 84–94. ISBN 978-1-934110-12-6 (Originally in Oral History Journal Vol. 15, Spring 1987)
- Spiegelman, Art (2011).  Chute, Hillary, ed. MetaMAUS. [S.l.]: Viking Press. ISBN 978-0-670-91683-2
- Stringer, Jenny, ed. (1996). «Graphic novel». The Oxford Companion to Twentieth-Century Literature in English. [S.l.]: Oxford University Press. p. 262. ISBN 978-0-19-212271-1
- Tan, Ed (2001). «The Telling Face in Comic Strip and Graphic Novel». In:  Baetens, Jan. The Graphic Novel. [S.l.]: Leuven University Press. pp. 31–46. ISBN 978-90-5867-109-7
- Weine, Stevan J. (2006). Testimony After Catastrophe: Narrating the Traumas of Political Violence. [S.l.]: Northwestern University Press. ISBN 978-0-8101-2300-7
- Weiner, Stephen (2003). Faster than a Speeding Bullet: The Rise of the Graphic Novel. [S.l.]: NBM Publishing. ISBN 978-1-56163-368-5
- Williams, Paul; Lyons, James (2010). The Rise of the American Comics Artist: Creators and Contexts. [S.l.]: University Press of Mississippi. ISBN 978-1-60473-792-9
- Wirth-Nesher, Hana (2006). Call It English: The Languages of Jewish American Literature. [S.l.]: Princeton University Press. ISBN 978-0-691-13844-2
- Witek, Joseph (1989). Comic Books as History: The Narrative Art of Jack Jackson, Art Spiegelman, and Harvey Pekar. [S.l.]: University Press of Mississippi. ISBN 978-0-87805-406-0
- Wolk, Douglas (2008). Reading Comics: How Graphic Novels Work and What They Mean. [S.l.]: Da Capo Press. ISBN 978-0-7867-2157-3
- Wood, Monica (1997). «Maus: A Survivor's Tale, Volumes I and II, by Art Spiegelman». 12 Multicultural Novels: Reading and Teacher Strategies. [S.l.]: Walch Publishing. pp. 81–94. ISBN 978-0-8251-2901-8
- Young, James E. (2006). «The Arts of Jewish Memory in a Postmodern Age». In:  Rüsen, Jörn. Meaning and Representation in History. [S.l.]: Berghahn Books. pp. 239–254. ISBN 978-1-57181-776-1

### Periódicos e revistas
- Arnold, Andrew D. (7 de setembro de 2001). «Lemons into Lemonade». Time. Consultado em 19 de fevereiro de 2014
- Bolhafner, J. Stephen (outubro de 1991). «Art for Art's Sake». Fantagraphics Books. The Comics Journal. 348 (145): 96–99. Bibcode:1990Natur.348..280C. ISSN 0194-7869. doi:10.1038/348280d0
- Brown, Joshua (1988). «Of Mice and Memory». Oral History Association. Oral History Review (Spring): 91–109. ISSN 0094-0798
- Chute, Hillary (verão de 2006). «"The Shadow of a past Time": History and Graphic Representation in "Maus"». Twentieth Century Literature. 52 (2): 199–230. JSTOR 20479765
- Frahm, Ole (maio de 2004). «Considering MAUS. Approaches to Art Spiegelman's "Survivor's Tale" of the Holocaust by Deborah R. Geis (ed.)». Image & Narrative (8). ISSN 1780-678X. Consultado em 30 de janeiro de 2012
- Gordon, Andrew (primavera de 2004). «Jewish Fathers and Sons in Spiegelman's Maus and Roth's Patrimony». ImageText. 1 (1). ISSN 1549-6732. Consultado em 1 de fevereiro de 2012
- Jannequin, Jean-Paul (abril de 1990). «Druillet and Spiegelman Take Grand Prizes». Fantagraphics Books. The Comics Journal (121): 19. ISSN 0194-7869
- Kannenberg, Gene, Jr. (fevereiro de 1999).  Groth, Gary, ed. «#4: Maus». Fantagraphics Books. The Comics Journal (210). ISSN 0194-7869
- McGlothlin, Erin Heather (maio de 2003). «No Time Like the Present: Narrative and Time in Art Spiegelman's Maus». Narrative. 11 (2): 177–198. doi:10.1353/nar.2003.0007
- Merino, Ana (2010). «Memory in Comics: Testimonial, Autobiographical and Historical Space in Maus». TransAtlantica. 2010 (1). ISSN 1765-2766. Consultado em 1 de fevereiro de 2012
- Park, Hye Su (1 de janeiro de 2011). «Art Spiegelman's Maus: A Survivor's Tale: A Bibliographic Essay». Shofar. Consultado em 1 de março de 2012
- Pekar, Harvey (dezembro de 1986). «Maus and Other Topics». Fantagraphics Books. The Comics Journal (113): 54–57. ISSN 0194-7869
- Pekar, Harvey (abril de 1990). «Blood and Thunder». Fantagraphics Books. The Comics Journal. 302 (135): 27–34. Bibcode:1983Natur.302..784D. ISSN 0194-7869. doi:10.1038/302784a0
- Surridge, Matthew (julho de 2001). «When Extravagant Fantasies Become Drab Experiences». Fantagraphics Books. The Comics Journal (235): 36–37. ISSN 0194-7869
- Weschler, Lawrence (julho–agosto de 2001). «Pig Perplex». Lingua Franca. 11 (5). Consultado em 15 de maio de 2012
- Witek, Joseph (2004). «Imagetext, or, Why Art Spiegelman Doesn't Draw Comics». University of Florida. ImageTexT: Interdisciplinary Comics Studies. 1 (1). ISSN 1549-6732. Consultado em 16 de abril de 2012. Arquivado do original em 29 de novembro de 2014
- Equipe da Wizard (junho de 2009). «100 Greatest Graphic Novels of our Lifetime». Wizard Entertainment. Wizard (212)

### Jornais
- Couvreur, Daniel (5 de março de 2012). «Katz a-t-il défiguré Maus ?». Le Soir (em francês). Consultado em 15 de junho de 2012[ligação inativa]
- Garner, Dwight (12 de outubro de 2011). «After a Quarter-Century, an Author Looks Back at His Holocaust Comic». The New York Times. Consultado em 12 de junho de 2012
- Franklin, Ruth (5 de outubro de 2011). «Art Spiegelman's Genre-Defying Holocaust Work, Revisited». The New Republic. Consultado em 30 de janeiro de 2012
- Hays, Matthew (8 de outubro de 2011). «Of Maus and man: Art Spiegelman revisits his Holocaust classic». The Globe and Mail
- Kois, Dan (2 de dezembro de 2011). «The Making of 'Maus'». The New York Times. Consultado em 27 de janeiro de 2012
- Langer, Lawrence L (6 de dezembro de 1998). «A Fable Of The Holocaust». The New York Times. Consultado em 28 de agosto de 2012
- McGrath, Charles (11 de julho de 2004). «Not Funnies». The New York Times. Consultado em 7 de junho de 2012
- Equipe do New York Times (11 de março de 1987). «Awards for Books With Jewish Themes». The New York Times. Consultado em 30 de janeiro de 2012

### Websites
- Beaty, Bart (7 de março de 2012). «Conversational Euro-Comics: Bart Beaty On Katz». The Comics Reporter. Consultado em 17 de abril de 2012

- Blau, Rosie (29 de novembro de 2008). «Breakfast with the FT: Art Spiegelman». Financial Times. Consultado em 18 de abril de 2012. (pede registo (ajuda))

- Colbert, James (8 de novembro de 1992). «Times Book Prizes 1992 : Fiction : On Maus II». Los Angeles Times. Consultado em 31 de janeiro de 2012

- Equipe de Comic Salon (2012). «Nominierungen/Preisträger seit 1984» (em alemão). Comic Salon. Consultado em 31 de janeiro de 2012

- Conan, Neal (5 de outubro de 2011). «'MetaMaus': The Story Behind Spiegelman's Classic». NPR. Consultado em 8 de maio de 2012

- Equipe de The Daily Free Press (28 de setembro de 2000). «Cartoonist Sued for $1.5 Million». The Daily Free Press. Consultado em 19 de fevereiro de 2014. Arquivado do original em 26 de fevereiro de 2014

- Equipe do Prêmio Eisner (2012). «Complete List of Eisner Award Winners». San Diego Comic-Con International. Consultado em 31 de janeiro de 2012. Arquivado do original em 27 de abril de 2011

- Equipe da Entertainment Weekly (27 de junho de 2008). «The New Classics: Books». Entertainment Weekly. Consultado em 27 de janeiro de 2012

- Gambino, Lauren (28 de abril de 2015). «Art Spiegelman warns of 'dangerous' outcome as Russian shops ban Maus». The Guardian. Consultado em 23 de agosto de 2015. Cópia arquivada em 2 de junho de 2015

- Grossman, Lev (6 de março de 2009). «Top Ten Graphic Novels: Maus». Time. Consultado em 16 de abril de 2012

- Hammarlund, Ola (8 de agosto de 2007). «Urhunden: Satir och iransk kvinnoskildring får seriepris» (em sueco). Urhunden. Consultado em 27 de abril de 2012

- Equipe do Prêmio Harvey (1992). «1992 Harvey Award Winners». Harvey Awards. Consultado em 31 de janeiro de 2012. Arquivado do original em 15 de março de 2016

- Johnston, Ian (28 de dezembro de 2001). «On Spiegelman's Maus I and II». Vancouver Island University. Consultado em 29 de fevereiro de 2012. Arquivado do original em 22 de janeiro de 2012

- Morman, Todd (29 de janeiro de 2003). «High Art, Hit Movies and Manifestos». IndyWeek.com. Consultado em 7 de junho de 2012

- Mozzocco, J. Caleb (1 de dezembro de 2011). «Balloonless | Art Spiegelman and Hillary Chute's MetaMaus». Comic Book Resources. Consultado em 18 de maio de 2012

- Equipe do National Book Critics Circle (2012). «All Past National Book Critics Circle Award Winners and Finalists». National Book Critics Circle. Consultado em 31 de janeiro de 2012

- Obst, Peter. «A Commentary on Maus by Art Spiegelman». American Council for Polish Culture. Consultado em 16 de maio de 2012

- Equipe do Prêmio Pulitzer (2012). «Special Awards and Citations». Pulitzer Prizes. Consultado em 31 de janeiro de 2012

- Silver, Alexandra (30 de agosto de 2011). «All-TIME 100 Nonfiction Books: Maus». Time. Consultado em 16 de abril de 2012

- Smith, Russ (30 de julho de 1999). «When Controversy Ralls the Comics World». Jewish World Review. Consultado em 19 de fevereiro de 2014

- Equipe de Tout en BD (1993). «Le festival BD: Le palmarès 1993» (em francês). Tout en BD. Consultado em 31 de janeiro de 2012. Arquivado do original em 5 de outubro de 2011

- Equipe de Tout en BD (1998). «Le festival BD: Le palmarès 1988» (em francês). Tout en BD. Consultado em 31 de janeiro de 2012. Arquivado do original em 7 de fevereiro de 2012

- Tzadka, Saul (2 de fevereiro de 2012). «Maus: Revisited». Alondon. Consultado em 18 de maio de 2012